# 總能
在古典力學中，一個物理系統的總能量或簡稱總能，是其勢能（位能）與動能的總和。所有的能量形式都可分類成此二類中的其中之一，總能可以等效地看作是從系統取得的理論性最大能量值。
在近代物理中，一個物理系統的總能是其靜能量{\displaystyle m_{0}c^{2}}、總動能{\displaystyle E_{k}}及勢能的和，包括了系統內部狀態相關的内能。